# شریف آباد (البرز)
شریف‌آباد شهری در بخش محمدیه شهرستان البرز در استان قزوین ایران است. نام این شهر ۲۹ مهر ۱۳۸۶ به شریفیه تغییر یافت اما در ۳۱ خرداد ۱۴۰۲ با تصویب هیئت دولت دوباره از شریفیه به شریف‌آباد بازگشت. زبان اکثر مردمان این شهر ترکی آذربایجانی با گویش قزوینی میباشد  همچنین زبان فارسی نیز به سبب مهاجر پذیر بودن در این شهر رایج است.

## جمعیت
بر پایه سرشماری عمومی نفوس و مسکن در سال ۱۳۹۵ جمعیت این شهر ۲۰٫۳۴۷ نفر (در ۶۰۷۴ خانوار) بوده است.